# Hebetula latifrons
Hebetula latifrons är en tvåvingeart som först beskrevs av Debenham 1974.  Hebetula latifrons ingår i släktet Hebetula och familjen svidknott. Inga underarter finns listade i Catalogue of Life.